# Породица Маск
Породица Маск (енгл. Musk family) је истакнута породица са коренима у Јужној Африци, Канади, Енглеској и Сједињеним Државама, чији је најпознатији члан милијардер Илон Маск. Фамилија Маск укључује и његове родитеље, мајку Меј Маск која је модел и писац и оца Ерола Маска, власника рудника, бизнисмена и политичара, затим ту су Илонов брат Кимбал и сестра Тоска а и рођак Линдон Рајв. Бивше супруге Илона Маска су Џастин Маск и Талула Рајли. Илон такође има преко десеторо деце. Мејин отац Џошуа Н. Хелдмен био је истакнути киропрактичар, авијатичар и политичар који је промовисао технократију и јужноафрички апартхејд.

## Илон Маск
- Ово је извод из главног чланка

Илон Рив Маск (енгл. Elon Reeve Musk; Преторија, 28. јун 1971) је јужноафричко-амерички предузетник и инжењер. Оснивач је, директор и главни инжењер/дизајнер компаније Спејс екс; саоснивач, директор и дизајнер производа у компанији Тесла; саоснивач и директор Неуралинка и саоснивач Пејпала. У децембру 2016. заузео је 21. место на Форбсовој листи најмоћнијих људи света. Од јануара 2019. године, његово нето богатство процењено је на 21,4 милијарди долара, а 2018. године био је на 54. месту на Форбсовој листи најбогатијих људи на свету. Од јануара 2021. године, заузео је 1. место најбогатијих људи на свету.
Рођен је и одрастао у Преторији у Јужноафричкој Републици, а преселио се у Канаду кад је имао 17 година, како би се школовао на Универзитету Квинс у Кингстону. Две године касније, пребачен је на Универзитет Пенсилваније, где је дипломирао економију у Вартон школи и физику на Факултету за уметност и науку. Године 1995. започео је докторске студије из примењене физике и наука о материјалима на Универзитету Станфорд, али је одустао након 2 дана како би започео предузетничку каријеру. Касније је основао софтверску компанију Zip2, коју је 1999. године купио Compaq за 340 милиона долара. Маск је тада основао X.com, интернет банку, која је спојена са Confinity 2000. године, а касније те године је постала Пејпал. Ибеј је купио Пејпал у октобру 2002. године за 1,5 милијарди долара.
Маја 2002. године, Маск је основао аеронаутичку компанију Спејс екс, чији је директор и главни дизајнер. Помогао је у финансирању компаније Тесла моторс, произвођача електричних возила и соларних панела, а 2003. године постао је њен директор и архитекта производа. Инспирисао је стварање SolarCity-а 2006. године. Маск је 2015. године суосновао OpenAI, непрофитну истраживачку компанију која има за циљ промовисање пријатељске вештачке интелигенције. Јула 2016. године, суосновао је Неуралинк, неуротехнолошку компанију фокусирану на развој интерфејса између мозга и рачунара, и њен је главни извршни директор. Децембра 2016. године, Маск је основао The Boring Company, компанију за изградњу инфраструктуре и тунела.
Осим ових послова, осмислио је супер-брзи транспортни систем познат под називом Хајперлуп, а предложио је вертикално узлетање и слетање суперсоничних авиона са електричним пропулзијама вентилатора, познатим као Масков електрични млаз. Маск је изјавио да је његова визија да промени свет и човечанство смањивањем глобалног загревања, коришћењем одрживе енергије и смањивање ризика „људског истребљења” колонизацијом Марса.
Купио је Твитер октобра 2022. за 44 милијарде долара.

## Везе и деца Илона Маска
Илон је отац дванаесторо деце, од којих је једно преминуло, заједно са наводним тринаестим дететом које Маск још није признао. Упознао је своју прву жену, канадску књижевницу Џастин Вилсон, док је похађао Квинс универзитет у Онтарију, Канада; венчали су се 2000. године. Године 2002. њихово прво дете Невада Маск умрло је од синдрома изненадне смрти одојчади у доби од 10 недеља. Након његове смрти, пар је користио вантелесну оплодњу (ИВФ) за проширивање своје породице. Близанце су добили 2004. године, а затим тројке 2006. године. Пар се развео 2008. и делили су старатељство над децом.
Године 2008. Маск је почео да излази са енглеском глумицом Талулом Рајли. Венчали су се две године касније у катедрали Дорнох у Шкотској. Године 2012. пар се развео, пре него што су се следеће године поново венчали. Након што је накратко поднео захтев за развод 2014. Маск се опет по други пут развео од Рајлеве 2016. године. Musk finalized a second divorce from Riley in 2016. Маск је затим излазио са Амбер Херд неколико месеци 2017. године, наводно ју је „прогонио“ од 2012. године.
Године 2018. Маск и канадска музичарка Грајмс су рекли да се забављају. Грајмс је родила Илоново седмо дете у мају 2020. године. У децембру 2021. Грајмс и Маск су добили друго заједничко дете (Масково десето дете), рођено сурогат мајчинством. Упркос трудноћи, Маск је потврдио извештаје да је пар „полу-раздвојен” у септембру 2021. У интервјуу за Тајм у децембру 2021. рекао је да је самац. У марту 2022, Грајмс је дала изјаву о њеној вези са Илоном: „Вероватно бих га назвала својим дечком, али ми смо веома течни.“  Касније тог месеца, Грајмс је твитовала да су она и Маск поново раскинули. У септембру 2023. објављено је да је пар имао треће дете (Масково једанаесто). У октобру 2023. Грајмс је тужила Маска због родитељских права и старатељства над њиховим најстаријим дететом.
У јулу 2022. Insider је објавио судске документе који откривају да је Маск имао осмо и девето дете, близанце рођене путем вантелесне оплодње са Шивоном Зилис, директорком операција и специјалних пројеката у Неуралинку, у новембру 2021. године. Рођени су недељама пре него што су Маск и Грајмс добили своје друго дете сурогат мајчинством у децембру. Вести „покрећу питања о етици на радном месту“, с обзиром да је Зилис директно извештавала Маска. Зилисино треће дете заједно са Маском (његово дванаесто дете) рођено је почетком 2024. сурогат мајчинством.
Такође у јулу 2022, The Wall Street Journal је објавио да је Маск наводно имао аферу са Никол Шанахен, супругом суоснивача Гугла Сергеја Брина, 2021. године, што је довело до њиховог развода следеће године. Маск је демантовао извештај.  Маск је такође имао везу са аустралијском глумицом Наташом Басет, која је описана као „повремена девојка“. У октобру 2024, The New York Times је известио да је Маск купио комплекс у Тексасу за своју децу и њихове мајке, иако је Маск негирао да је то учинио.
Дана 14. фебруара 2024, Ешли Сент Клер, инфлуенсерка и ауторка, објавила је на Кс (Х) тврдећи да је родила Масковог сина пет месеци раније, што су медији објавили као Масково наводно тринаесто дете. У интервјуу за Њу Јорк Пост, она је изјавила да је Маск желео да беба буде тајна ради опште безбедности.

### Вивијан Вилсон
Вивијан Џена Вилсон (рођена 2004) је студенткиња која студира језике и она је најстарије дете Илона Маска и Џастин Вилсон. Године 2022. изашла је као транс жена и званично променила име, усвојивши мајчино презиме јер више није желела да буде повезана са Маском. Илонова бивша партнерка Грајмс је бранила Вивијан, подржавши њену транзицију и изјавила да је поносна на Вивијан што је проговорила.
Вивијан је гласно критиковала поступке Илона Маска и подржавала права трансродних особа. Она је изразила да је Маск био „хладан“, „брзо се љути“, „небрижан и нарцисоидан“, и да су његове ретке посете обично укључивале да ју је грдио да је женствена. После резултата председничких избора у Сједињеним Државама 2024. године, Вивијан је изразила намеру да емигрира из Сједињених Држава у будућности, а после Илоновог контроверзног геста на Трамповој инаугурацији, који је описан као нацистички поздрав, изјавила је да „назовимо ствари правим именом”.
Маск је за отуђење окривио оно што је Фајненшел тајмс окарактерисао као „наводно преузимање елитних школа и универзитета од стране неомарксиста“, и рекао да је Вивијанина родна транзиција првенствено оно што је изазвало његов нагон да „уништи вирус будног ума“. У епизоди подкаста Џордана Петерсона из јула 2024. године, Маск је рекао да је „изгубио [свог] сина, у суштини“ због бриге о афирмацији пола. Он је прокоментарисао: „Знате, они то зову мртвим именом с разлогом. Разлог зашто се зове мртво име је зато што је ваш син мртав”, наводећи да је Вивијан „мртва, убијена вирусом вок (woke) ума”.

### X Æ A-Xii Маск
Кс Ӕ А-Ксии Маск је рођен у мају 2020. године, као најстарије дете Илона Маска и Грајмсове.  Маск и Грајмс су првобитно дали беби име Кс Ӕ А-12, што би прекршило калифорнијске прописе јер је садржало знакове (арапске бројеве) који нису у модерном енглеском алфабету, које су затим променили у Кс Ӕ А-Ксии. Били су критиковани због избора имена за које се сматра да је непрактично и тешко за изговор.
Током другог председништва Доналда Трампа, Илон Маск је водио Кса на бројне званичне догађаје у Вашингтону, Диси

## Родитељи Елона Маска

### Ерол Маск
Ерол Грем Муск је јужноафрички политичар и бизнисмен, који је изабран као независни кандидат да представља Санисајд у Градском већу Преторије 1972. године.
Ерол је имао уносан инжењеринг посао који је преузео „велике пројекте као што су пословне зграде, малопродајни комплекси, стамбене јединице и база ваздухопловних снага“. Такође је поседовао продавницу ауто делова, најмање пола удела у руднику смарагда, па чак и „једну од највећих кућа у Преторији“ Био је ожењен са Меј Маск од 1970. до 1979. године. Мејова књига подсећа да је у време развода имао две куће, јахту, авион, пет луксузних аутомобила и камион.
Почетком 1990-их, Ерол, тада стар 45 година, се оженио са Хајде Безуиденхаут, 25-годишњакињом коју је описао као „једну од најлепших жена које сам икада видео у свом животу“. Имали су двоје деце. Јана Безуиденхаут, која је касније постала његов романтични партнер, била је његова пасторка из тог брака, имала је четири године у време када је Ерол постао њен очух.

### Меј Маск
Меј Маск (рођена Халдеман; рођена 19. априла 1948) је модел, дијететичар и аутор. Она је модел већ 50 година, појављујући се на насловницама часописа, укључујући здравствено издање часописа Тајм, Woman's Day, међународна издања Vogue и Sports Illustrated Swimsuit Issue. Она је мајка Илона Маска, Кимбала Маска и Тоске Маск. Она има канадско, јужноафричко и америчко држављанство. Она је регистровани дијететичар. Објавила је своје мемоаре, „Жена прави план” 2019.

## Бака и деда Илона Маска
Мајка Ерола Маска, Кора Амелија Робинсон, била је Енглескиња из Ливерпула, а његов отац, Волтер Хенри Џејмс Маск, био је Енглез-јужноафриканац.
Родитељи Меј Маск били су Винифред Џозефин "Вин" (Флечер) и Џошуа Норман Халдеман.

### Џошуа Халдеман
Халдеман је био канадски киропрактичар и политички активиста рођен у Америци који се, у раним данима формализованог апартхејда, преселио у Јужну Африку. Пре овог потеза, Халдеман је био на челу канадског огранка покрета технократија и кандидовао се за Парламент Канаде на листи Социјалне кредитне партије. Током свог живота, јавно је изражавао расистичке, антисемитске и антидемократске ставове, промовисао бројне теорије завере и био присталица јужноафричког система апартхејда.
Брачни пар Халдеман провео је време у авионским потрагама за изгубљеним градом Калахарија. Халдеманова мајка Алмеда Џејн (Норман) Халдеман била је први забележени киропрактичар у Канади.

### Вин Флечер
Винифред Џозефин Флечер (1914–2012) рођена је у Мус Џоу, Канада, од родитеља пореклом Енглеза. Њена старија сестра Кеј Флечер се удала за канадског хокејаша Елмера Лаха.

### Валтер Маск
Волтер Хенри Џејмс Маск је био наредник војске Јужноафричке републике, чија се породица преселила из Енглеске у Јужну Африку почетком 1900-их. Служио је као криптограф у војној обавештајној јединици у Египту током Другог светског рата.

## Браћа и сестре и рођаци Илона Маска

### Кимбал Маск
Кимбал Џејмс Маск (рођен 20. септембра 1972.) је јужноафрички угоститељ, кувар и предузетник. Он је брат Илона Маска и Тоске Маск и син Ерола и Меј Маск.
Он је власник The Kitchen Restaurant Group, ланца ресторана у Колораду и Чикагу. Он је суоснивач и председник Биг Грин-а, непрофитне организације 501ц(3) која је изградила стотине учионица на отвореном под називом Learning Gardens у школским двориштима широм Америке. Кимбал је такође суоснивач и председник компаније Square Roots, компаније за урбану пољопривреду која узгаја храну у хидропонским, затвореним, климатизованим контејнерима за транспорт. Кимбал је тренутно у одборима Тесла инк. и СпејсКс-а, где је његов брат Илон тренутни извршни директор. Он је главни акционар у Тесли. Био је у управном одбору Chipotle Mexican Grill од 2013. до 2019. године.
Године 1995. са својим братом Илоном Маском основао је софтверску компанију Зип2, коју је Компак купио за 307 милиона долара 1999. године.
Кимбал Маск је био ожењен са Џен Лувин, са којом је основао The Kitchen, од 2001. до 2010. Пар је имао двоје заједничке деце. У априлу 2018. оженио се Кристијаном Вајли, еколошком активисткињом и ћерком бившег милијардера Сема Вајлија.
Кимбал Маск такође има ћерку из друге везе. Једно од његове деце је трансродно.

### Тоска Маск
Тоска Маск (рођена 20. јула 1974.) је јужноафричка филмска редитељка, млађа сестра Илона Маска и Кимбала Маска и ћерка Ерола Маска и Меј Маск.
Она је извршни продуцент и редитељ дугометражних филмова, телевизијских програма и веб садржаја. Њени радови укључују Driven од К. Бромберга, Књига Matchmaker's Playbook Рејчел ван Дајкен и њену веб серију, Tiki Bar TV. Она је суоснивач стриминг сервиса Passionflix.

### Линдон Рајв
Линдон Роберт Рајв (рођен 22. јануара 1977.) је јужноафричко-амерички бизнисмен познат као суоснивач SolarCity-ја и његов извршни директор до 2016. SolarCity је добављач фотонапонских система и повезаних услуга. Рајв је суоснивао SolarCity−ја са својим братом Питером 2006. Он је рођак Илона Маска, његова мајка Кеј Рајв је сестра близнакиња Меј Маск.
Рајв је основао своју прву компанију са 17 година пре него што је напустио своју родну земљу, Јужноафричку Републику. Затим је суоснивач компаније за софтвер за предузећа Евердрим, коју је на крају преузео Дел. У 2010. години, Рајв је у MIT Technology Review-у Innovators Under 35 именован као један од 35 најбољих иноватора у свету млађих од 35 година.
Рајвови родитељи су били предузетници у пословима природног здравља у Преторији, Јужноафричка Република. Рајв има три брата и сестре, суоснивача SolarCity-ја Питера Рајва, Раса Рајва који води компанију за уметност, технологију и дизајн у Бразилу, и такмичарског возача дирт бицикла Алмеде Рајва .